# Puchar Wysp Owczych w piłce siatkowej mężczyzn (2025)
Puchar Wysp Owczych w piłce siatkowej mężczyzn 2025 (oficjalna nazwa ze względów sponsorskich: far. Bónus-(steypa)kappingin fyri menn 2025) – 25. edycja Pucharu Wysp Owczych w piłce siatkowej zorganizowana przez Związek Piłki Siatkowej Wysp Owczych (far. Flogbóltssamband Føroya, FBF). Rozpoczęła się 3 kwietnia.
W Pucharze Wysp Owczych 2025 uczestniczyło pięć drużyn. Rozgrywki składały się z fazy grupowej, półfinałów i finału. W fazie grupowej drużyny rozegrały ze sobą po jednym spotkaniu. Cztery najlepsze zespoły awansowały do półfinałów.
Półfinały rozegrano 19 kwietnia w hali na Giljanesie (far. høllin á Giljanesi) w Sandavágur. Finał odbył się 26 kwietnia roku w hali sportowej inni í Dal (far. ítróttarhøllin inni í Dal) w Sandurze.
Po raz ósmy Puchar Wysp Owczych zdobył klub Mjølnir, który w finale pokonał zespół Fleyr.
Sponsorem tytularnym rozgrywek była sieć sklepów Bónus.

## System rozgrywek
Rozgrywki o Puchar Wysp Owczych 2025 składały się z fazy grupowej, półfinałów oraz finału. W fazie grupowej zespoły rozegrały ze sobą po jednym meczu. Każda drużyna była gospodarzem dwóch spotkań. Cztery najlepsze drużyny awansowały do półfinałów. Półfinałowe pary utworzono na podstawie miejsc z fazy zasadniczej według klucza:
- para 1: 1–4;
- para 2: 2–3.

Zwycięzcy półfinałów rozegrali finał o Puchar Wysp Owczych. Półfinały i finał odbyły się w miejscach wyznaczonych przez organizatora rozgrywek.
| Kryteria ustalenia pozycji w tabeli |
| O kolejności w tabeli decydowały następujące kryteria: 1. liczba punktów (3:0 i 3:1 – 3 punkty dla zwycięzcy, 0 punktów dla przegranego; 3:2 – 2 punkty dla zwycięzcy, 1 punkt dla przegranego), 2. bilans setów, 3. bilans w meczach bezpośrednich pomiędzy zainteresowanymi drużynami w kolejności: a) liczba punktów, b) bilans setów, c) bilans małych punktów, 4. dodatkowy mecz. |

## Drużyny uczestniczące
W Pucharze Wysp Owczych 2025 uczestniczyło 5 drużyn grających w Polestar-deildin.
| Polestar-deildin (5 drużyn) | Polestar-deildin (5 drużyn) |
| --------------------------- | --------------------------- |
| Fleyr                       | finał                       |
| ÍF                          | półfinał                    |
| Mjølnir                     | zwycięstwo                  |
| SÍ                          | półfinał                    |
| Ternan                      | faza grupowa                |

## Rozgrywki
Godziny według strefy czasowej UTC+1.

### Faza grupowa

#### Tabela
| Lp. | Drużyna | Pkt | Mecze | Mecze   | Mecze   | Sety | Sety | Sety | Małe punkty | Małe punkty | Małe punkty |
| Lp. | Drużyna | Pkt | M     | W (3:2) | P (2:3) | wyg. | prz. | +/–  | zdob.       | str.        | +/–         |
| --- | ------- | --- | ----- | ------- | ------- | ---- | ---- | ---- | ----------- | ----------- | ----------- |
| 1   | SÍ      | 12  | 4     | 4 (0)   | 0 (0)   | 12   | 1    | +11  | 324         | 247         | +77         |
| 2   | ÍF      | 8   | 4     | 3 (1)   | 1 (0)   | 9    | 6    | +3   | 337         | 320         | +17         |
| 3   | Mjølnir | 7   | 4     | 2 (0)   | 2 (1)   | 9    | 7    | +2   | 372         | 346         | +26         |
| 4   | Fleyr   | 3   | 4     | 1 (0)   | 3 (0)   | 4    | 9    | −5   | 282         | 308         | −26         |
| 5   | Ternan  | 0   | 4     | 0 (0)   | 4 (0)   | 1    | 12   | −11  | 231         | 325         | −94         |

Źródło: 
Punktacja: 3:0 i 3:1 – 3 pkt; 3:2 – 2 pkt; 2:3 – 1 pkt; 1:3 i 0:3 – 0 pkt
Zasady ustalania kolejności: zob. sekcję powyżej
Legenda:
    awans do półfinału

#### Wyniki spotkań
| 3 kwietnia 202519:00 Źródło: | Fleyr | 0:3(24:26, 22:25, 14:25) | SÍ | Gundadalshøllin, Thorshavn |
| 3 kwietnia 202519:00 Źródło: |       | 0:3(24:26, 22:25, 14:25) |    | Gundadalshøllin, Thorshavn |

| 4 kwietnia 202519:30 Źródło: | Mjølnir | 3:0(25:15, 25:19, 27:25) | Ternan | Badmintonhøllin, Klaksvík |
| 4 kwietnia 202519:30 Źródło: |         | 3:0(25:15, 25:19, 27:25) |        | Badmintonhøllin, Klaksvík |

| 5 kwietnia 202513:00 Źródło: | Fleyr | 0:3(22:25, 21:25, 21:25) | ÍF | Høllin á Hálsi, Thorshavn |
| 5 kwietnia 202513:00 Źródło: |       | 0:3(22:25, 21:25, 21:25) |    | Høllin á Hálsi, Thorshavn |

| 7 kwietnia 202519:30 Źródło: | Mjølnir | 3:1(23:25, 25:16, 25:19, 25:23) | Fleyr | Badmintonhøllin, Klaksvík |
| 7 kwietnia 202519:30 Źródło: |         | 3:1(23:25, 25:16, 25:19, 25:23) |       | Badmintonhøllin, Klaksvík |

| 8 kwietnia 202519:00 Źródło: | SÍ | 3:0(25:18, 25:17, 25:23) | ÍF | Sørvágs skúli, Sørvágur |
| 8 kwietnia 202519:00 Źródło: |    | 3:0(25:18, 25:17, 25:23) |    | Sørvágs skúli, Sørvágur |

| 10 kwietnia 202519:00 Źródło: | ÍF | 3:2(17:25, 25:18, 25:21, 23:25, 16:14) | Mjølnir | Fuglafjarðar skúli, Fuglafjørður |
| 10 kwietnia 202519:00 Źródło: |    | 3:2(17:25, 25:18, 25:21, 23:25, 16:14) |         | Fuglafjarðar skúli, Fuglafjørður |

| 11 kwietnia 202519:00 Źródło: | Ternan | 0:3(16:25, 22:25, 21:25) | Fleyr | Tofta skúli, Toftir |
| 11 kwietnia 202519:00 Źródło: |        | 0:3(16:25, 22:25, 21:25) |       | Tofta skúli, Toftir |

| 13 kwietnia 202517:00 Źródło: | SÍ | 3:1(20:25, 27:25, 25:20, 26:24) | Mjølnir | Sørvágs skúli, Sørvágur |
| 13 kwietnia 202517:00 Źródło: |    | 3:1(20:25, 27:25, 25:20, 26:24) |         | Sørvágs skúli, Sørvágur |

| 13 kwietnia 202519:00 Źródło: | ÍF | 3:1(25:22, 23:25, 25:16, 25:15) | Ternan | Fuglafjarðar skúli, Fuglafjørður |
| 13 kwietnia 202519:00 Źródło: |    | 3:1(25:22, 23:25, 25:16, 25:15) |        | Fuglafjarðar skúli, Fuglafjørður |

| 15 kwietnia 202519:00 Źródło: | Ternan | 0:3(17:25, 12:25, 15:25) | SÍ | Tofta skúli, Toftir |
| 15 kwietnia 202519:00 Źródło: |        | 0:3(17:25, 12:25, 15:25) |    | Tofta skúli, Toftir |

### Półfinały
| 19 kwietnia 202515:00 Źródło: | SÍ | 0:3(21:25, 20:25, 19:25) | Fleyr | Høllin á Giljanesi, Sandavágur Sędzia: Sonni Zachariassen i Jan Hentze |
| 19 kwietnia 202515:00 Źródło: |    | 0:3(21:25, 20:25, 19:25) |       | Høllin á Giljanesi, Sandavágur Sędzia: Sonni Zachariassen i Jan Hentze |

| 19 kwietnia 202519:00 Źródło: | ÍF | 1:3(20:25, 25:17, 14:25, 22:25) | Mjølnir | Høllin á Giljanesi, Sandavágur Sędzia: Alex Troleis i Dávið Ryan |
| 19 kwietnia 202519:00 Źródło: |    | 1:3(20:25, 25:17, 14:25, 22:25) |         | Høllin á Giljanesi, Sandavágur Sędzia: Alex Troleis i Dávið Ryan |

### Finał
| 26 kwietnia 202518:00 Źródło: | Mjølnir | 3:2(25:17, 25:18, 15:25, 23:25, 15:6) | Fleyr | Ítróttarhøllin inni í Dal, Sandur Sędzia: Sonni Zachariassen i Jan Hentze |
| 26 kwietnia 202518:00 Źródło: |         | 3:2(25:17, 25:18, 15:25, 23:25, 15:6) |       | Ítróttarhøllin inni í Dal, Sandur Sędzia: Sonni Zachariassen i Jan Hentze |